# Hegetor
Hegetor（en llatí Hegetor, en grec Ἡγήτωρ) fou un cirurgià que probablement vivia a Alexandria a finals del segle II aC o principis del segle I aC. Galè l'esmenta com a contemporani d'altres metges d'Alexandria de la mateixa època. Va viure abans d'Apol·loni de Cítion, que el cita i contradiu algunes de les seves opinions.
Fou deixeble d'Heròfil de Calcedònia. Va escriure una obra titulada Περὶ αἰτιῶν,De Causis, que no es conserva. Alguns erudits opinen que aquesta obra va ser escrita per Heròfil, i que el seu nom, Ἡγήτωρ (dirigent, conductor), no era un nom propi, sinó només un títol honorífic que se li aplicava.